# 2007 год в театре
2007 год в театре

## Яркие постановки
- В Московском драматическом театре им. А. С. Пушкина поставлен спектакль «Пули над Бродвеем» В. Аллена, премьера 29 сентября.

- 22 октября состоялась премьера спектакля «Любовь Тодзюро» Кикути Кана, поставленного Александром Гнездиловым и посвящённого истории театра Кабуки. В ролях —  Вячеслав Ковалёв, Наталья Попова, Константин Константинов, Денис Косяков. Спектакль получил премию «ЖЖивой театр» в двух номинациях.

## Знаменательные события
- В Санкт-Петербурге возник проект «Театр Григория Демидовцева», целью которого является отражение творчества этого писателя.
- В Саратовском академическом театре оперы и балета впервые поставлена опера Владимира Кобекина «Маргарита».
- В Театральном институте им. Бориса Щукина при театре Вахтангова открылся факультет дополнительного (на базе высшего) образования по специальности «актёрское искусство».
- Самарский театр-студия «Самарская площадь» переезжает в собственное здание, ремонт которого длился 14 лет.

## Театральные фестивали, конкурсы
«Волжские театральные сезоны» (Самара)

## Персоналии

### Скончались
- 11 января — Зоя Константиновна Чекмасова, советская театральная актриса; народная артистка РСФСР (1956).
- 10 февраля — Пётр Александрович Штейн, советский и российский режиссёр театра и кино.
- 23 февраля — Геннадий Анатольевич Корольков, советский и российский актёр театра и кино, заслуженный артист РСФСР
- 24 февраля — Ференц Хаваш, венгерский артист балета, хореограф, балетмейстер, народный артист Венгрии.
- 26 февраля — Константин Константинович Григорьев, советский и российский актёр театра и кино, заслуженный артист России.
- 28 февраля — Геннадий Васильевич Шкуратов, советский и белорусский театр театра и кино, заслуженный артист Республики Беларусь.
- 23 марта — Геннадий Бортников, советский и российский актёр театра и кино, народный артист РСФСР (1992).
- 26 марта — Михаил Ульянов, советский и российский актёр театра и кино, художественный руководитель Государственного академического театра имени Евгения Вахтангова, народный артист СССР, Герой Социалистического Труда.
- 30 марта — Анатолий Александрович Семёнов, актёр театра и кино, заслуженный артист РСФСР.
- 19 апреля — Жан-Пьер Кассель, французский актёр театра и кино.
- 27 апреля — Кирилл Лавров, советский и российский актёр театра и кино, народный артист СССР.
- 16 мая — Гоар Микаэловна Гаспарян, советская и армянская оперная певица, Герой Социалистического Труда, народная артистка СССР.
- 16 мая — Татьяна Евгеньевна Лаврова, советская и российская актриса театра и кино, народная артистка РСФСР (1988).
- 21 мая — Виктор Васильевич Гвоздицкий, советский и российский актёр театра и кино, народный артист России.
- 30 мая — Жан-Клод Бриали, французский актёр театра и кино.
- 27 июня — Маргарита Ульяновна Лифанова, советская и российская актриса театра и кино.
- 16 июля — Михаил Кононов, советский и российский актёр театра и кино, заслуженный артист РСФСР (1989), народный артист России (2000).
- 24 июля – Никос Заккария, греческий певец (бас-баритон).
- 25 июля — Лидия Николаевна Смирнова, актриса театра и кино, народная артистка СССР.
- 30 июля — Ингмар Бергман, шведский режиссёр, сценарист и писатель.
- 6 сентября — Лучано Паваротти, итальянский оперный певец (тенор).
- 7 сентября — Марк Яковлевич Вайль, советский и узбекский театральный режиссёр, основатель и художественный руководитель театра «Ильхом» в Ташкенте.
- 24 сентября — Наталья Пивоварова, музыкант, актриса, театральный и музыкальный продюсер, основательница группы «Колибри», художественный руководитель «Такого театра».
- 24 сентября — Владимир Викторович Петров, режиссёр, выдающийся театральный педагог (Санкт-Петербургская Театральная Академия), заслуженный деятель искусств России.
- 10 октября — Владимир Борисович Сошальский, советский и российский актёр театра и кино, народный артист РСФСР.
- 17 ноября — Владимир Михайлович Пахомов, советский и российский театральный режиссёр, народный артист РСФСР (1989).
- 30 ноября — Игорь Александрович Чернышёв, артист балета, балетмейстер; народный артист РСФСР (1987).